# Fukuoka Dome
Pour les articles homonymes, voir Fukuoka (homonymie).
Le Fukuoka Dome (en japonais : 福岡ドーム) abrite un terrain de baseball situé à Fukuoka au Japon.
Il est le quartier général de l'équipe locale, les Fukuoka SoftBank Hawks.
En 2005, Yahoo! Japan, une des filiales de Softbank, a acheté les droits d'appellation du stade, et la ainsi renommé "Fukuoka Yahoo! JAPAN DOME".
Construit en 1993, le stade possède 35 695 places assises et est le premier à avoir un toit escamotable au Japon. En 2006 quelques places sont ajoutées ainsi l'enceinte peut accueillir dorénavant 35 773 personnes
Des musiciens célèbres tels que Madonna, Michael Jackson, Prince, les Rolling Stones, les Eagles et Billy Joel ont donné des concerts à grande échelle au Fukuoka Dome.

## Anecdotes
- On peut voir le stade dans le film Gamera 1: The Guardian of the Universe où son toit escamotable est utilisé pour capturer le ptérodactyle Gyaos.

## Galerie

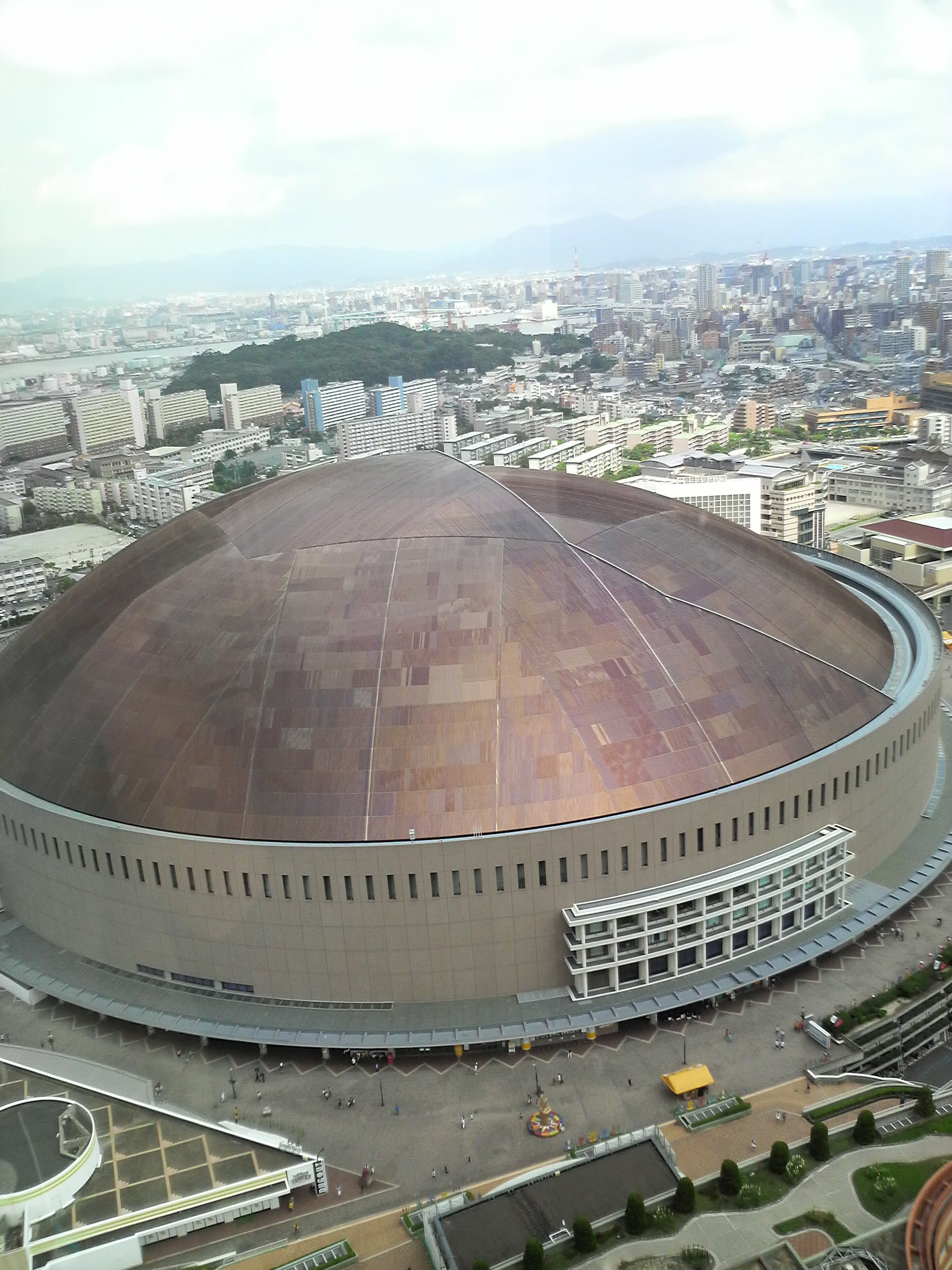
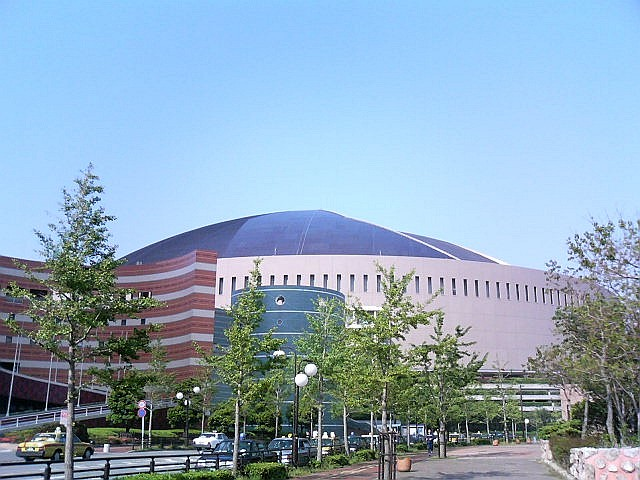
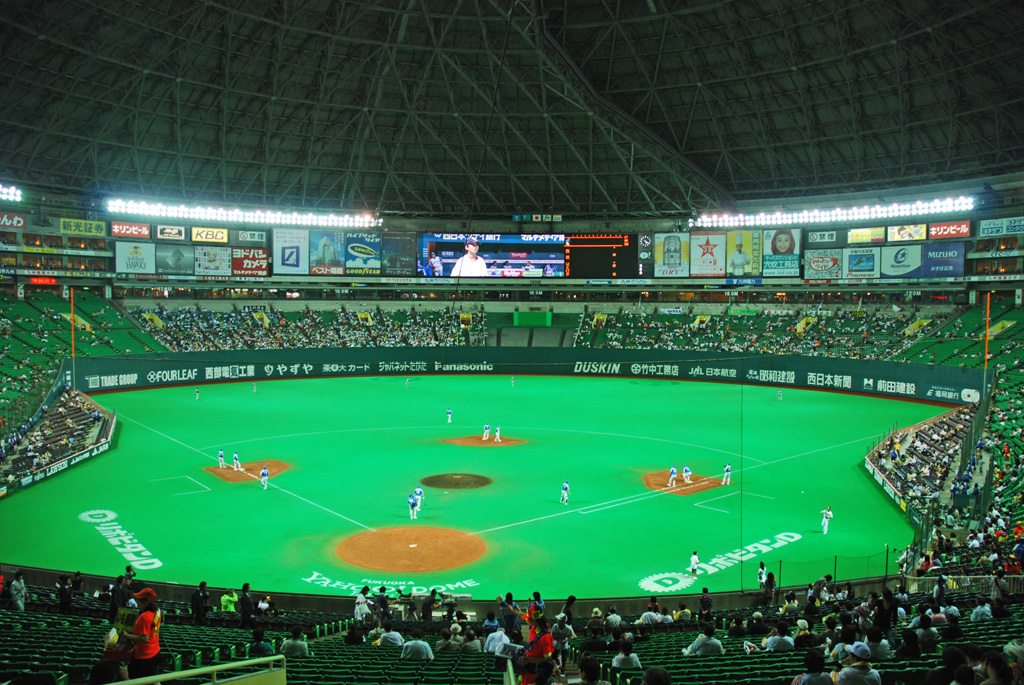